# Jochen Roeper
Jochen Roeper ist ein deutscher Physiologe und Mediziner an der Goethe-Universität Frankfurt am Main. Sein Forschungsschwerpunkt liegt in der Neurophysiologie und Parkinsonforschung.

## Leben
Nach dem Medizinstudium promovierte Jochen Roeper 1986 bis 1992 am Institut für Physiologie der Universität Hamburg. Anschließend arbeitete er bis 1994 als Postdoc im physiologischen Institut der University of Oxford in Oxford im Vereinigten Königreich. Nach einer fünfjährigen Beschäftigung in Hamburg, am dortigen Institut für Neurophysiologie, kehrte er 1999 als assistant professor (Tenure-Track) nach Oxford zurück und wirkte dort in der MRC Anatomical Neuropharmacology Unit (aufgelöst im Jahr 2015) des pharmakologischen Fachbereichs.
2002 wurde Roeper auf eine C3-Professur an das Institut für Normale und Pathologische Physiologie der Universität Marburg berufen. Dort ging er ebenfalls als Leiter einer Arbeitsgruppe der Parkinsonforschung nach. Im April 2007 erfolgte der Ruf nach Frankfurt als W3-Professor und Direktor des Institut für Physiologie II – Sinnes- und Neurophysiologie. Seit 2008 ist Roeper geschäftsführender Direktor des Zentrums der Physiologie (Bestehend aus den Instituten für Physiologie I – Kardiovaskuläre Physiologie (Ralf P. Brandes) und Physiologie II – Sinnes- und Neurophysiologie) der Goethe-Universität Frankfurt.

## Wirken
Jochen Roeper forscht an dopaminergen Systemen im Mittelhirn. Besonderes Augenmerk wird hierbei auf die Rolle verschiedener Ionenkanäle gelegt, die zur Ausbildung von Aktionspotentialen notwendig sind. Ziel ist es, Krankheiten wie den Morbus Parkinson, Schizophrenie, Drogensucht und ADHS besser verstehen und behandeln zu können. Die Forschung findet in vitro sowie an Tiermodellen (zumeist Maus- oder Rattenmodelle) statt.